# Josu Zabala
Josu Zabala López (Lumbier, Navarra, 11 de abril de 1993) es un ciclista español

## Trayectoria
Se inició como ciclista a los 15 años en el club ciclista Egüesibar como cadete y en la asociación ciclista Aranguren, pasando a juveniles en el club ciclista Villaves.
Debutó como profesional con el equipo Caja Rural-Seguros RGA en la temporada 2017 tras haber sido stagiaire en la segunda parte de la temporada 2016 y haber estado en el filial del equipo (Caja Rural-Seguros RGA amateur) durante tres años, donde consiguió varios puestos en el pódium durante la temporada 2016 como un segundo puesto en la Vuelta a Cantabria o el tercer puesto de la Vuelta a Navarra.
En marzo de 2019, tras no haber renovado con el Caja Rural, firmó con el UD Oliveirense/InOutbuild.

## Palmarés
Aúno ha conseguido victorias como profesional.